# دائرة العفرون
دائرة العفرون إحدى دوائر ولاية البليدة وتضم بلديات العفرون وواد جر.